# ديفيد هاريس
ديفيد هاريس (بالإنجليزية: David Harris)‏ (19 نوفمبر 1953 بستوك أون ترينت في المملكة المتحدة - ) هو لاعب كرة قدم بريطاني في مركز الدفاع. لعب مع بورت فايل ونادي هاليفاكس تاون وستافورد رينجرز.